# Chaise percée

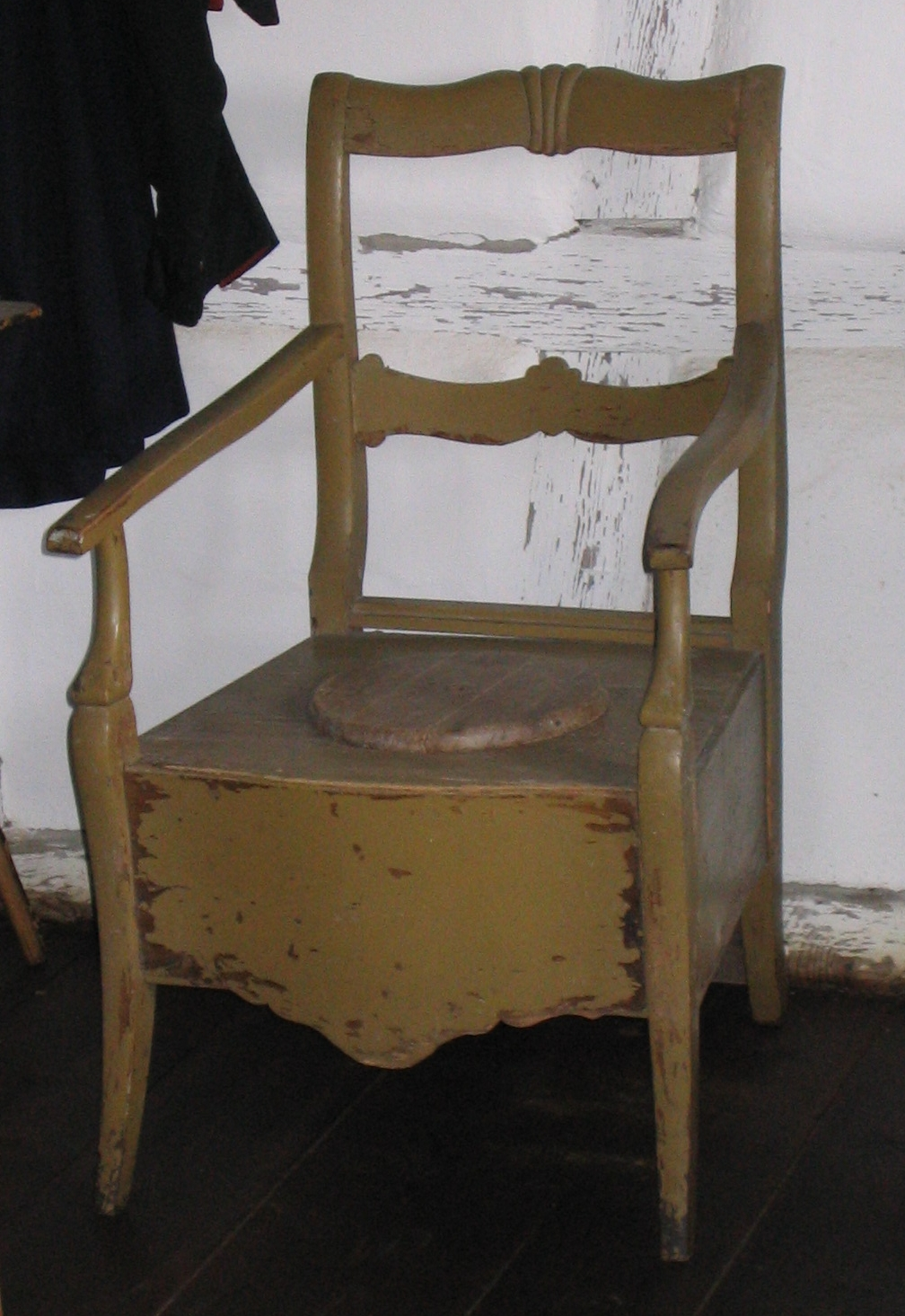
Une chaise percée (conservée au Freilichtmuseum Neuhausen ob Eck).

Une chaise percée est un siège dans lequel a été aménagée une ouverture, généralement circulaire, afin de l'utiliser comme lieu d'aisance. Il s'agit en quelque sorte de l'association d'une chaise et d'un pot de chambre. 

## Historique
Dans l'Antiquité, on aurait utilisé la chaise percée dans le déroulement de l'accouchement, notamment lors de la délivrance, pour faciliter l'expulsion du placenta sous l'effet de la pesanteur.

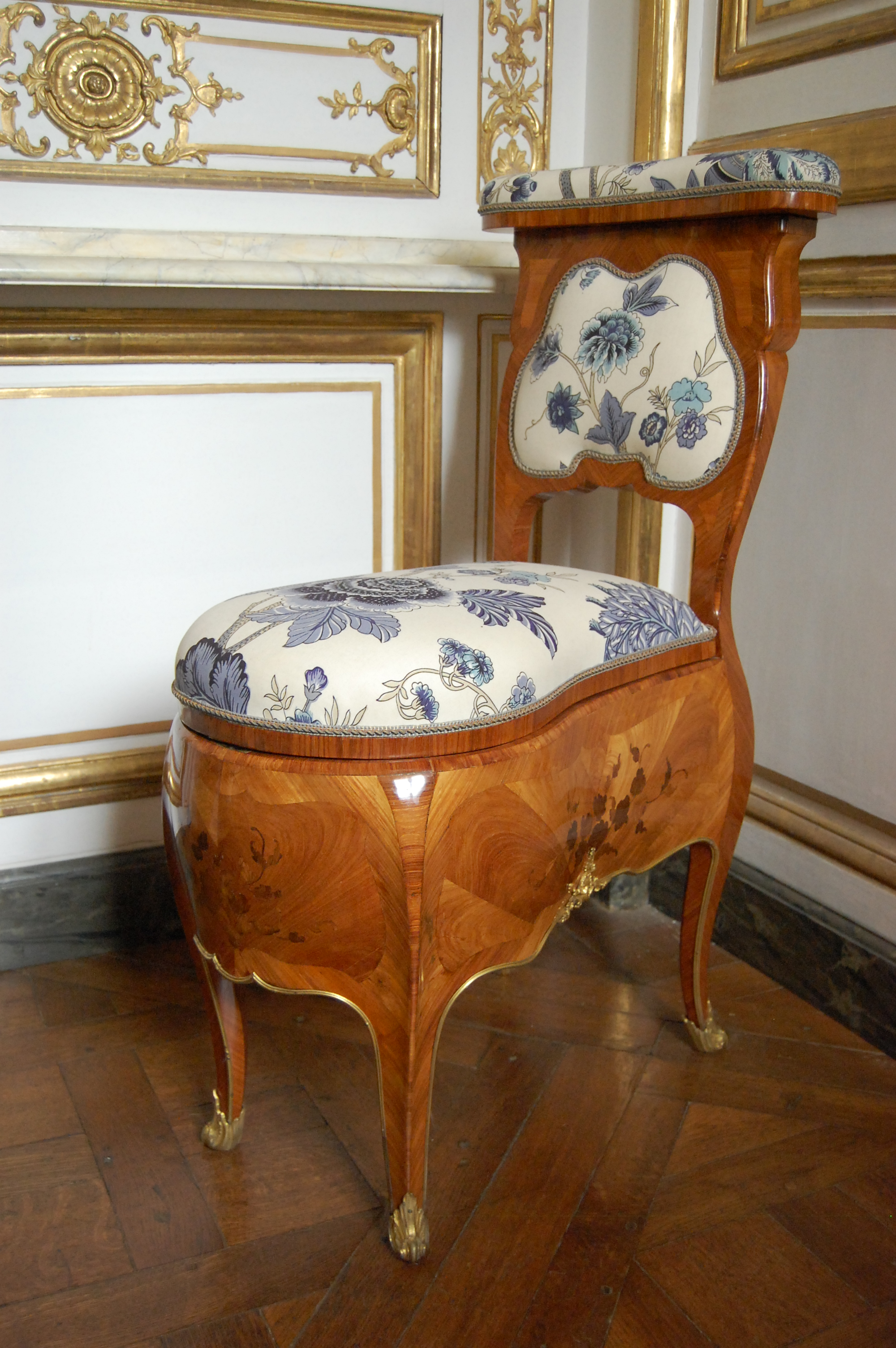
Chaise percée de Madame de Pompadour, conservée dans le Cabinet des Dépêches.

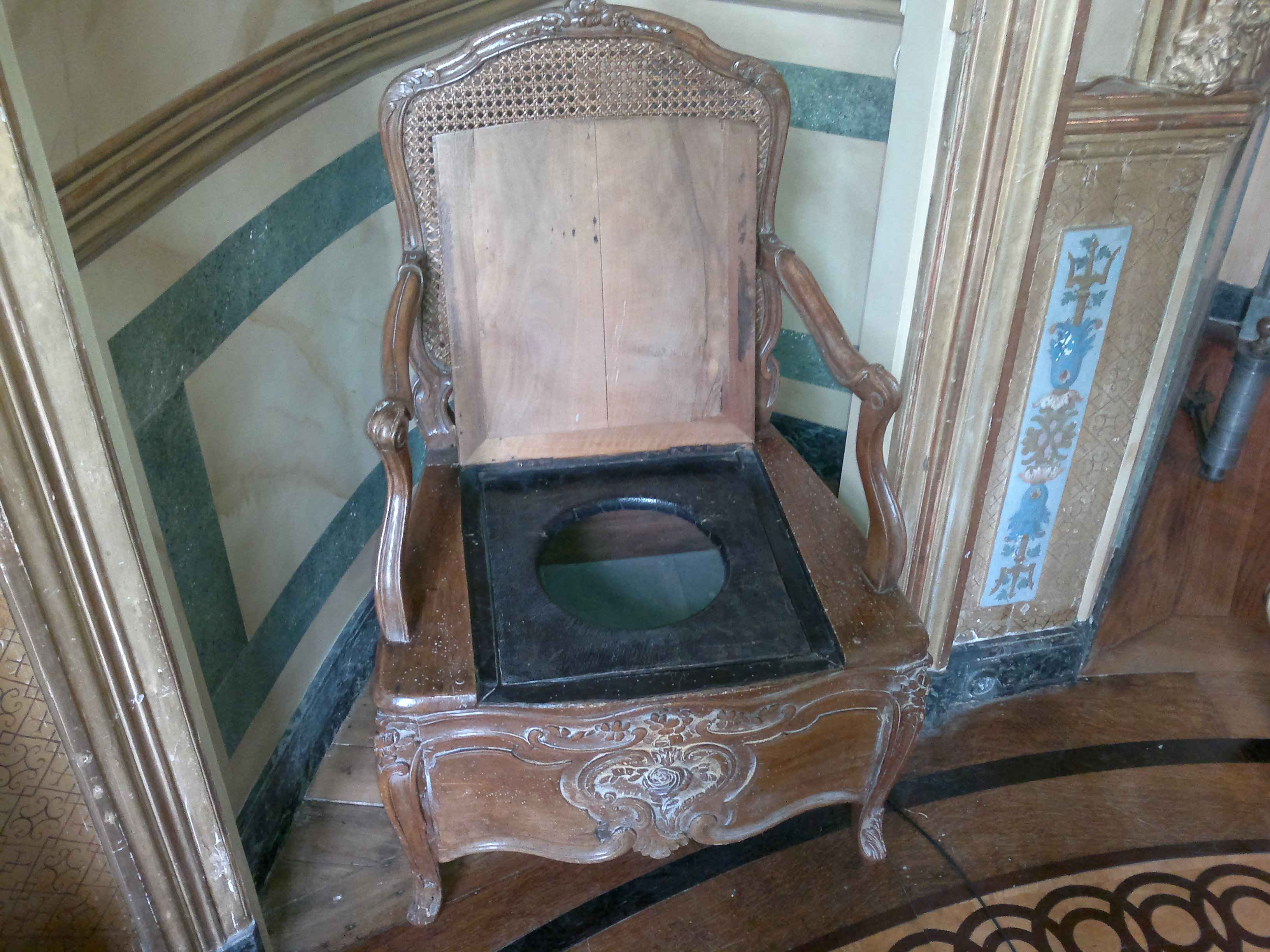
Château de Vaux-le-Vicomte. Salle de bains.

La chaise percée est traditionnellement vue comme un meuble lié à la période moderne. De nombreuses descriptions parlent de l'usage des chaises percées à la Cour de Louis XIV. D'après l'historien Hans Peter Duerr, le fait d'utiliser une chaise percée en public est une marque de puissance  : « Il s'agissait, en fait, d'une forme moderne d'affirmation de sa puissance, destinée à montrer à son hôte le peu de cas que l'on faisait de lui. » Le duc de Saint-Simon, dans ses notes sur le Journal du marquis de Dangeau, expose ainsi les pratiques du duc de Vendôme, décrit comme un personnage sale et répugnant mais dont les manières sans-gêne alliées à son rang finissent par devenir signe de distinction  :

« Les airs de commodité et de familiarité qu'il accoutuma le monde à lui voir prendre sous le masque de simplicité et d'aversion pour la contrainte se tournèrent peu à peu en distinction, et de l'un à l'autre approchèrent avec le commun des gens des manières des princes du sang. Sa malpropreté, pour ne pas dire son insupportable saleté, devint en lui une singularité qui peu à peu se tourna en grandeur […] il avait accoutumé tout le monde à sa chaise percée, sur laquelle il passait ses matinées à recevoir et la foule et les gens en tout genre les plus distingués, devant lesquels à mesure que cela lui venait il faisait sans façon ce pour quoi on est en pareille posture. »

À la période médiévale, que ce soit en Occident ou au Moyen-Orient, la défécation publique est extrêmement mal vue. On doit se rendre dans un endroit retiré et caché, et ne surtout pas être vu. L'usage de la chaise percée en public n'est donc pas un héritage de l'époque médiévale. De nombreux témoignages de la fin du Moyen Âge ou de la Renaissance montrent qu'hommes et femmes cherchent la discrétion. Même au XVIIe siècle, période où l'utilisation publique de la chaise percée est davantage attestée, tout le monde n'adopte pas cette attitude publique.

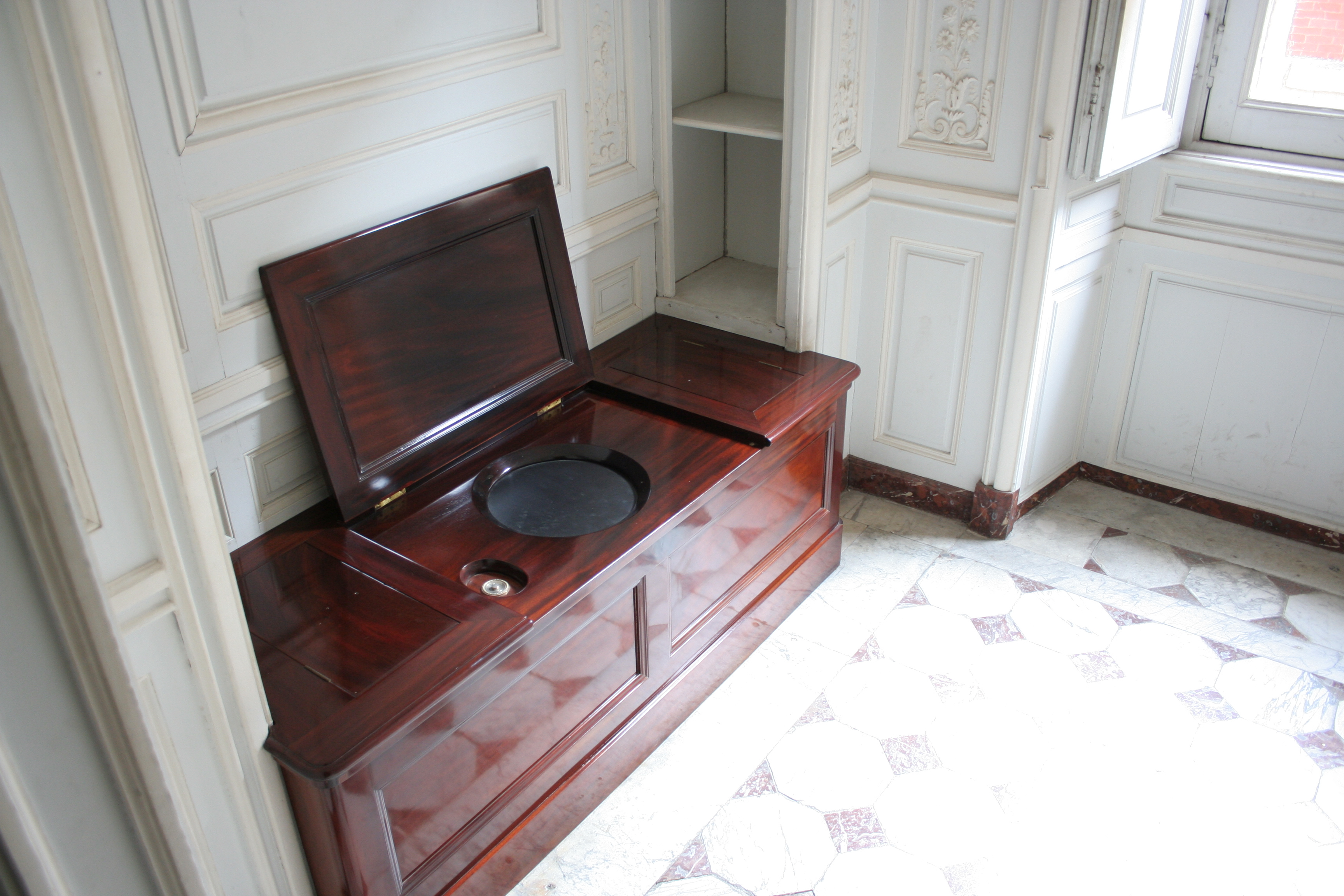
Cabinet de chaise dans le petit appartement de la Reine du château de Versailles.

À l'Époque moderne, un cabinet de chaise est une pièce destinée à l'utilisation d'une chaise percée.
La chaise percée est considérée comme un outil nécessaire, mais peu élégant. Au XVIIe siècle, on la désigne donc sous de nombreux euphémismes : « French courtesy » en Angleterre, « Còmoda » en Italie, ou « chaise d'affaires », « chayère de retrait », « commodité », « secret », « selle, » (« aller à la selle ») ou « chaise nécessaire » en France. La garde-robe étant l'endroit où l'on plaçait généralement la chaise percée, « aller à la garde-robe » a fini par signifier « aller à la chaise percée », d'où les expressions « chaise garde-robe », encore couramment employée de nos jours dans les catalogues de matériel médical, voire « fauteuil garde-robe », qui laisse une impression plus confortable. Le mot un « montauban » (un « monte-au-banc » étant devenu désuet) est encore utilisé pour désigner une chaise percée. Une explication à l'utilisation de ce terme pourrait résider dans la phrase « monte au banc » que les mères disaient autrefois à leur progéniture afin qu'ils allassent faire leurs besoins.[réf. nécessaire]